# Nedvězí
Nedvězí (en allemand : Ewitz) est une commune du district de Svitavy, dans la région de Pardubice, en République tchèque. Sa population s'élevait à 189 habitants en 2024.

## Géographie
Nedvězí se trouve à 4 km à l'ouest du centre de Bystré, à 19 km au sud-ouest de Svitavy, à 59 km au sud-est de Pardubice et à 143 km à l'est-sud-est de Prague.
La commune est limitée par Jedlová au nord, par Bystré à l'est, par Sulkovec et Ubušínek au sud, et par Jimramov et Korouhev à l'ouest.

## Histoire
La première mention écrite du village date de 1557.

## Galerie

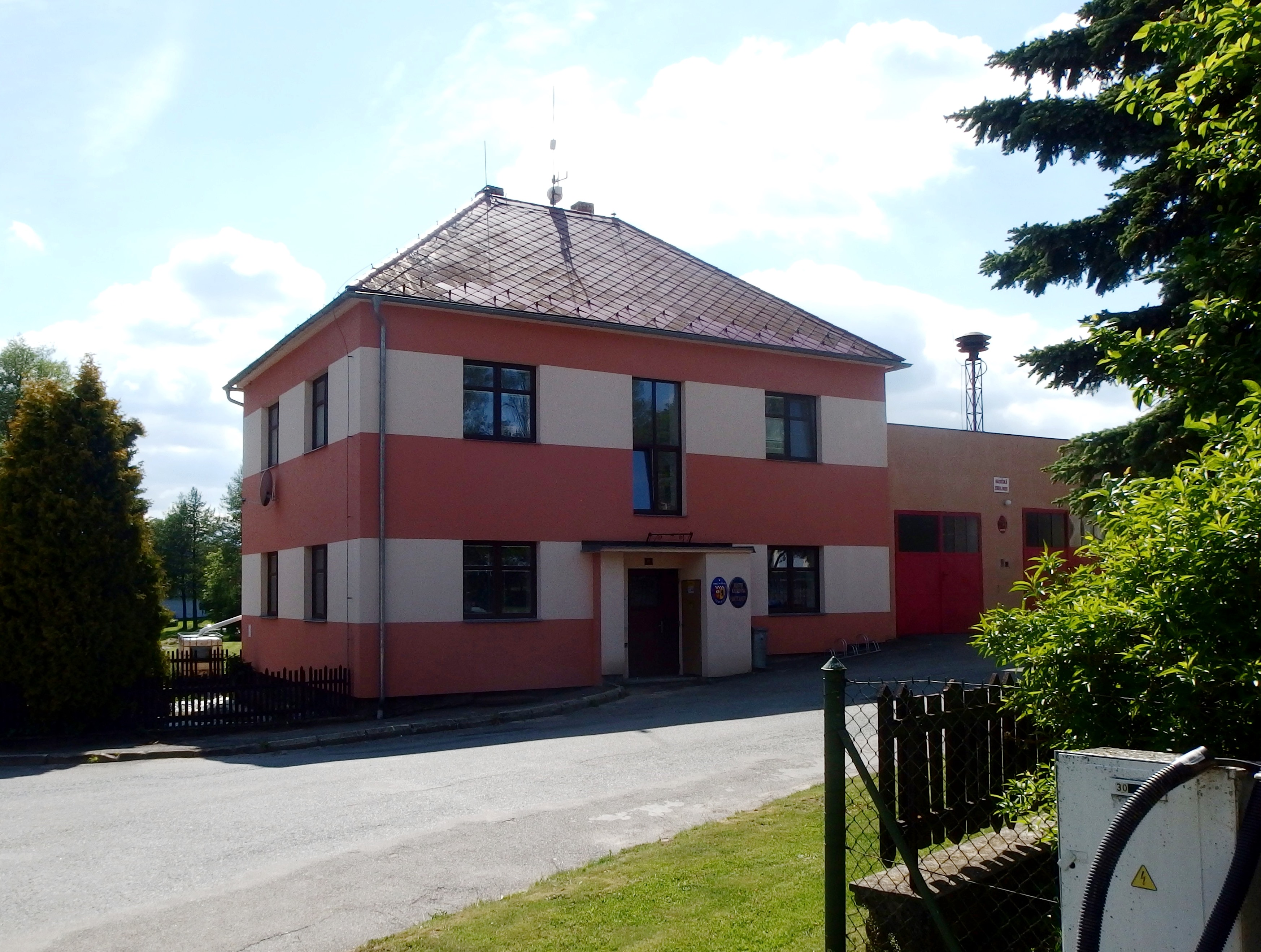
Nedvězí : la mairie.
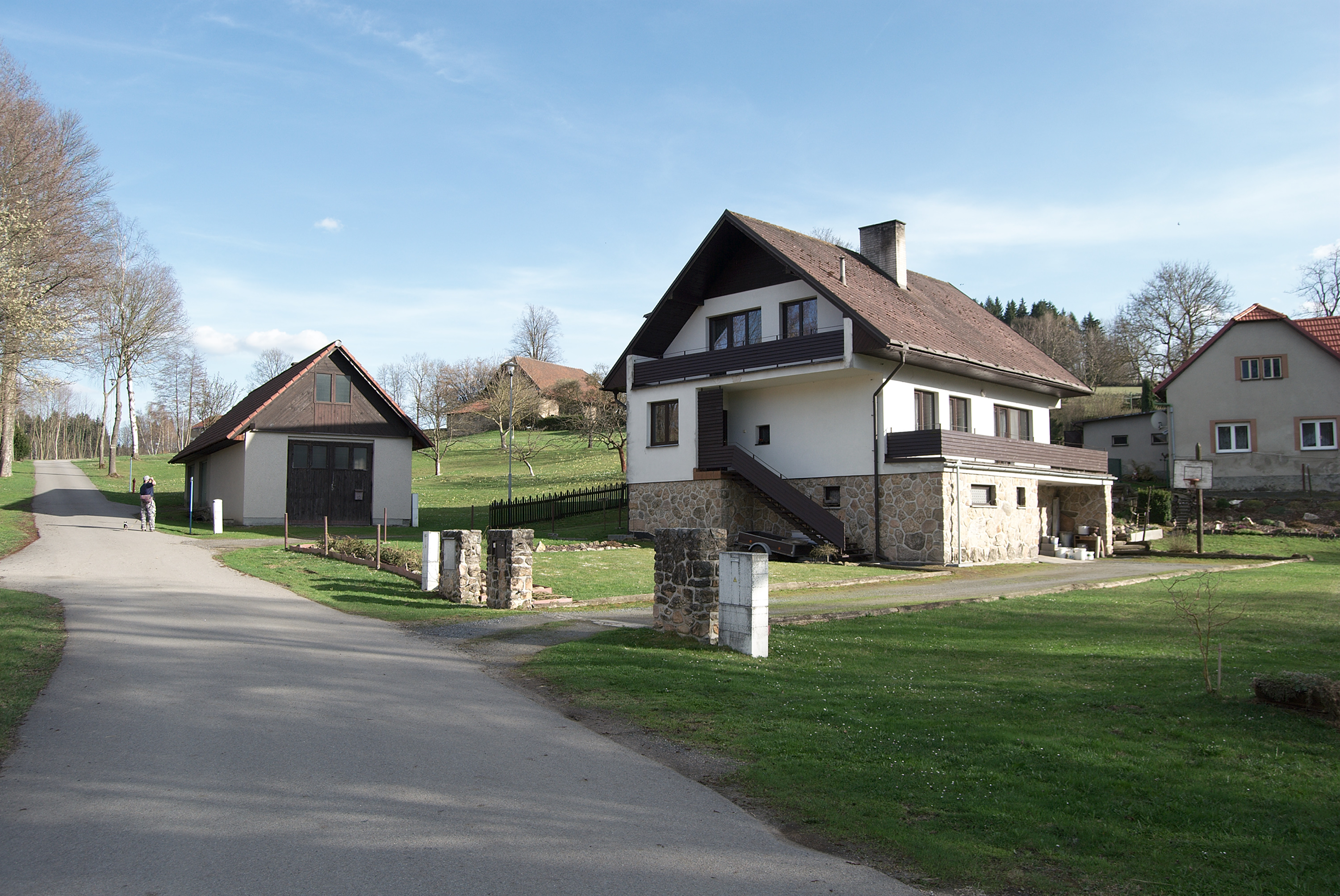
Maisons à Nedvězíčko.

## Transports
Par la route, Nedvězí se trouve à 3,5 km de Bystré, à 11 km de Polička, à 28 km de Svitavy, à 73 km de Pardubice et à 186 km de Prague. 